# Domenico Pace (schermidore)
Domenico Pace (Padova, 9 luglio 1924 – Milano, 16 agosto 2022) è stato uno schermidore italiano, specializzato nella sciabola. Ha vinto una medaglia d'argento ai Campionati mondiali di scherma.